# Neureclipsis valida
Neureclipsis valida là một loài Trichoptera trong họ Polycentropodidae. Chúng phân bố ở miền Tân bắc.